# NGC 2517
NGC 2517 ist eine Linsenförmige Galaxie vom Hubble-Typ SB0 im Sternbild Achterdeck des Schiffs am Südsternhimmel. Sie ist schätzungsweise 58 Millionen Lichtjahre von der Milchstraße entfernt und hat einen Durchmesser von etwa 25.000 Lichtjahren. 
Das Objekt wurde am 16. März 1836 von John Herschel entdeckt.